# Glenn Dale (Maryland)
Glenn Dale es un lugar designado por el censo ubicado en el condado de Prince George en el estado estadounidense de Maryland. En el Censo de 2010 tenía una población de 13.466 habitantes y una densidad poblacional de 719,12 personas por km².

## Geografía
Glenn Dale se encuentra ubicado en las coordenadas 38°59′4″N 76°48′1″O / 38.98444, -76.80028. Según la Oficina del Censo de los Estados Unidos, Glenn Dale tiene una superficie total de 18.73 km², de la cual 18.44 km² corresponden a tierra firme y (1.52%) 0.28 km² es agua.

## Demografía
Según el censo de 2010, había 13.466 personas residiendo en Glenn Dale. La densidad de población era de 719,12 hab./km². De los 13.466 habitantes, Glenn Dale estaba compuesto por el 26.53% blancos, el 59.49% eran afroamericanos, el 0.52% eran amerindios, el 6.61% eran asiáticos, el 0.02% eran isleños del Pacífico, el 4% eran de otras razas y el 2.82% pertenecían a dos o más razas. Del total de la población el 7.8% eran hispanos o latinos de cualquier raza.